# Rubus megalococcus
Rubus megalococcus es una especie de zarzamora (Rubus) descrita por Wilhelm Olbers Focke en 1875, es nativa de América del Sur.

## Descripción
R. megalococcus es un arbusto escandente, de tallos angulados, glabros o puberulentos, espinoso. Presenta espinas curvadas. Estípulas linear-subuladas, pilosas o puberulentas, espinosas. Los peciolos son glabros o puberulentos, espinosos. Hojas compuestas trifolioladas, raramente 5-folioladas; foliolos ovados-lanceolados, con 9-15 pares de nervios secundarios, base redondeada, ápice acuminado, margen aserrada; envés glabro; haz glabro, vena media escasamente pilosa. Las inflorescencias son panículas laxas con 15-25 flores. Pedicelos puberulentos o glabros, ocasionalmente con glándulas estipitadas, escasamente espinosos .Sépalos ovado-lanceolados, ápice acuminado, bífido;  escasamente pilosos en la superficie abaxial; panosos en la superficie adaxial. Pétalos suborbiculares, rosados. Carpelos glabros. Frutos globosos con 10-20 drupeolas por receptáculo, morado intenso o negros; con sépalos reflexos.

## Distribución
R. megalococcus se distribuye en América del Sur en los siguientes países: Bolivia, Colombia, Ecuador y Perú.

## Taxonomía
Rubus megalococcus fue descrita por Wilhelm Olbers Focke en 1875 y publicada en Abhandlungen herausgegeben vom Naturwissenschaftlichen Vereins zu Bremen 4: 157.
Etimología
Ver: Rubus
megalococcus: epíteto que hace referencia al gran tamaño de las semillas.